# Economie van Andorra

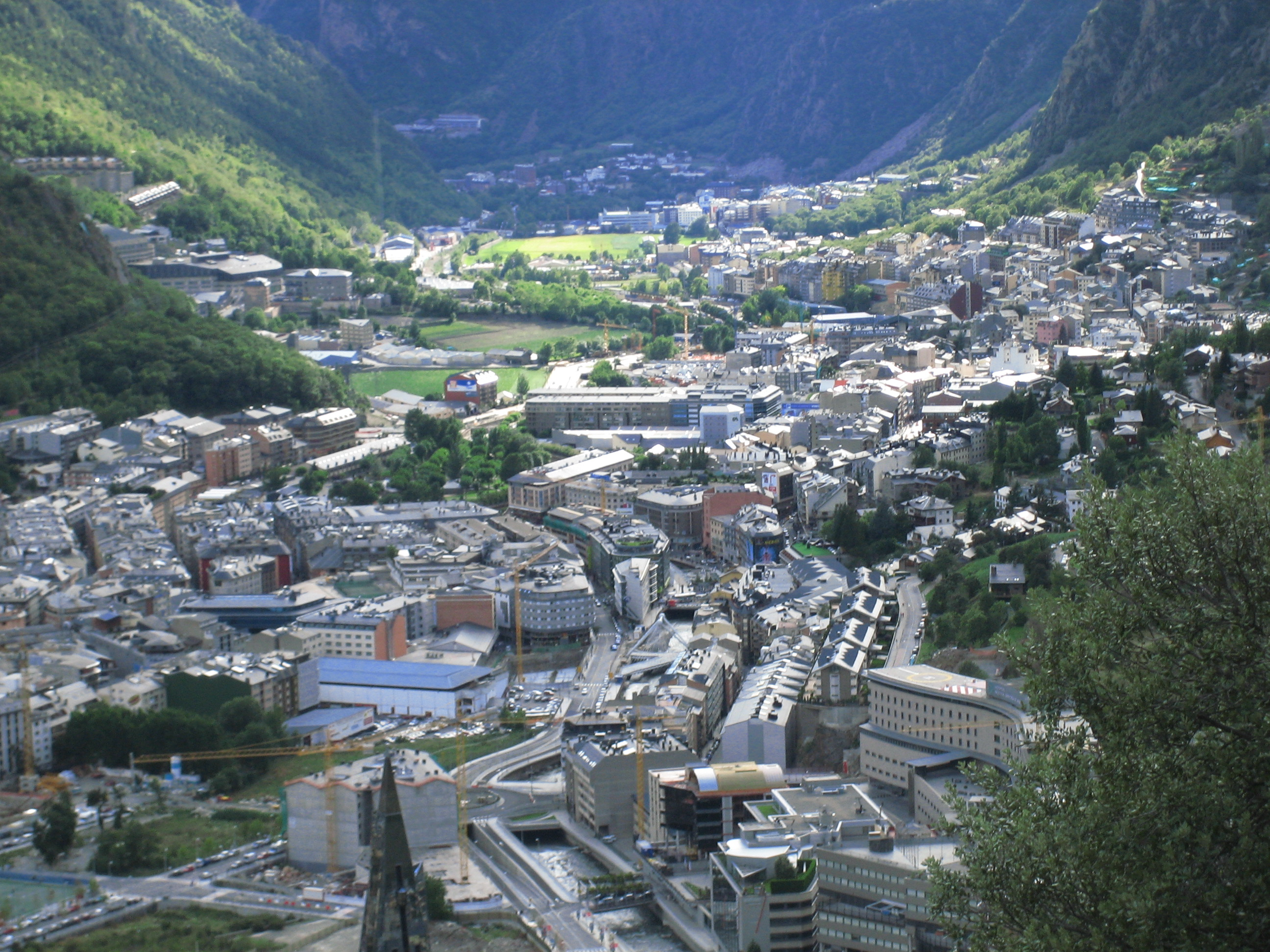
Zicht op Andorra la Vella en Escaldes-Engordany

De economie van Andorra speelt praktisch geen enkele rol van betekenis in Europa met uitzondering van de toeristenindustrie. Na een grondige modernisering van het politieke stelsel in 1993 in samenhang met de ontwikkelingen op het gebied van vervoer en communicatie is de toeristenindustrie opgebloeid. Dit heeft het land uit zijn isolement gehaald.
Tot 's lands natuurlijke rijkdommen behoren waterkracht, mineraalwater, hout, ijzererts, lood. De voornaamste milieubedreigende factoren in het land zijn ontbossing, gronderosie door overbegrazing van bergweiden, luchtvervuiling en afvalwaterbehandeling.
Deze export, van 58 miljoen dollar in 2002, bestaat voornamelijk uit machines (16%), transportmiddelen (14%), papier (13%), sigaretten, sigaren en meubels. Andorra's belangrijkste exportpartners zijn Spanje (20%) en Frankrijk (35%). Geïmporteerd werd er in hetzelfde jaar voor 1,222 miljard euro, voornamelijk voedingsmiddelen (23%) en machines (17%) uit Spanje (30%) en Frankrijk (44%).
Albanië · Andorra · Azerbeidzjan · België · Bosnië en Herzegovina · Bulgarije · Cyprus · Denemarken · Duitsland · Estland · Finland · Frankrijk · Georgië · Griekenland · Hongarije · IJsland · Ierland · Italië · Kroatië · Letland · Liechtenstein · Litouwen · Luxemburg · Malta · Moldavië · Monaco · Montenegro · Nederland · Noord-Macedonië · Noorwegen · Oekraïne · Oostenrijk · Polen · Portugal · Roemenië · Rusland · San Marino · Servië · Slovenië · Slowakije · Spanje · Tsjechië · Turkije · Vaticaanstad · Verenigd Koninkrijk · Wit-Rusland · Zweden · Zwitserland